# Dr Pepper Company
Die Dr Pepper Company wurde am 6. Juli 1923 offiziell als Dr Pepper Company Inc. eingetragen. 1983 war die Dr Pepper Company mit 6,9 Prozent Marktanteil die viertgrößte Softdrink-Firma der Vereinigten Staaten.

## Geschichte
Am 8. September 1898 kaufte die Southwestern Soda Fountain Company aus Dallas die Produktionsrechte von der 1891 von Wade B. Morrison und Robert S. Lazenby gegründeten Artesian Manufacturing and Bottling Works und verkaufte Dr Pepper-Sirup.
Am 25. September 1902 änderte Southwestern Soda Fountain ihren Namen zu Dr Pepper Company.
Die Circle "A" Corporation kaufte im Jahr 1920 die Artesian Manufacturing and Bottling Works und war einziger Abfüller von Dr Pepper-Konzentrat.
Am 12. Juni 1923 wurde die Circle "A" Corporation wegen der steigenden Rohstoffpreisen und hohen Abfüllungssteuern bankrott.
Am 6. Juli 1923 wurden in Dallas die Reste der alten Dr Pepper Company und der Circle "A" Corporation offiziell in die (neue) Dr Pepper Company integriert. John B. O’Hara, der Schwiegersohn von Robert S. Lazenby, wurde Geschäftsführer der neuen Firma.
1986 wurde das Unternehmen wegen der Fusion mit der Seven Up Company aufgelöst und die Dr Pepper/Seven Up Inc. entstand.

## Geschäftstätigkeit
Die Unternehmung verkaufte Softdrink-Konzentrate an unabhängige Franchise-Abfüller. Diese lizenzierten Abfüller gaben Wasser dazu, füllten das Gemisch ab und verkauften schließlich das fertige Produkt.